# 20e étape du Tour de France 1962
Pour un article plus général, voir Tour de France 1962.
La 20e étape du Tour de France 1962 se déroule le 13 juillet 1962 entre Bourgoin et Lyon, sur une distance de 68 kilomètres.
Ce contre-la-montre est remporté par Jacques Anquetil qui endosse le maillot jaune à deux jours de l’arrivée à Paris.

## Parcours
Ce contre-la-montre s’élance de Bourgoin en direction du stade municipal de Lyon sur une distance de 68 kilomètres. D’un tracé relativement plat, les coureurs devront néanmoins faire face à une difficulté de deux kilomètres à Saint-Symphorien-d'Ozon, et d’un faux plat en début d’étape.

## Déroulement de la course
Ercole Baldini, l’un des favoris de l’étape, croit en la victoire. L’Italien débute l’épreuve avec précaution avant d’accélérer fortement au bout de 15 kilomètres de course, à partir du faux plat montant, vers Meyrieu. Ainsi, il est déjà en tête du classement provisoire au premier pointage intermédiaire, à Saint-Jean-de-Bournay. Il ne baisse pas son effort et réalise un excellent temps en un peu plus d’une heure et trente-six minutes. Du côté des castors du classement général, Raymond Poulidor, Jacques Anquetil et Joseph Planckaert se suivent à trois minutes de décalage. Anquetil mise sur une grosse performance pour reprendre son retard sur le maillot jaune et ainsi s’imposer. Le début de course est favorable pour le Français, en effet, son rival a crevé dans les premiers kilomètres et semble ne pas être dans un bon jour avec une cadence de pédalage désordonnée. Au contraire, Anquetil est dans une « allure des grands jours » et va même doubler Poulidor, puis Desmet. À l’arrivée, il compte près de 3 min d’avance sur Baldini, 5 min sur Poulidor, et plus de 5 min 30 s sur Planckaert, vaincu,.

## Résultats
| \| Classement de l'étape \| Classement de l'étape \| Classement de l'étape \| Classement de l'étape \| Classement de l'étape \| \| Coureur \| Coureur \| Pays \| Équipe \| Temps \| \| --------------------- \| --------------------- \| --------------------- \| -------------------------------- \| --------------------- \| \| 1er \| Jacques Anquetil \| France \| Saint-Raphaël-Helyett-Hutchinson \| 1 h 33 min 35 s \| \| 2e \| Ercole Baldini \| Italie \| Ignis-Moschettieri \| + 2 min 59 s \| \| 3e \| Raymond Poulidor \| France \| Mercier-BP-Hutchinson \| + 5 min 01 s \| \| 4e \| Joseph Planckaert \| Belgique \| Flandria-Faema-Clément \| + 5 min 19 s \| \| 5e \| Gilbert Desmet \| Belgique \| Carpano \| + 6 min 06 s \| \| 6e \| Henri Anglade \| France \| Liberia-Grammont-Wolber \| + 6 min 15 s \| \| 7e \| Albertus Geldermans \| Pays-Bas \| Saint-Raphaël-Helyett-Hutchinson \| + 6 min 49 s \| \| 8e \| Victor Van Schil \| Belgique \| Mercier-BP-Hutchinson \| + 7 min 31 s \| \| 9e \| Émile Daems \| Belgique \| Philco \| + 8 min 00 s \| \| 10e \| Antonio Bailetti \| Italie \| Carpano \| + 8 min 06 s \| |                     |          |                                  |                 |
| |                     |          |                                  |                 |
| |                     |          |                                  |                 |
| Classement de l'étape |                     |          |                                  |                 |
| Coureur | Coureur             | Pays     | Équipe                           | Temps           |
| 1er | Jacques Anquetil    | France   | Saint-Raphaël-Helyett-Hutchinson | 1 h 33 min 35 s |
| 2e | Ercole Baldini      | Italie   | Ignis-Moschettieri               | + 2 min 59 s    |
| 3e | Raymond Poulidor    | France   | Mercier-BP-Hutchinson            | + 5 min 01 s    |
| 4e | Joseph Planckaert   | Belgique | Flandria-Faema-Clément           | + 5 min 19 s    |
| 5e | Gilbert Desmet      | Belgique | Carpano                          | + 6 min 06 s    |
| 6e | Henri Anglade       | France   | Liberia-Grammont-Wolber          | + 6 min 15 s    |
| 7e | Albertus Geldermans | Pays-Bas | Saint-Raphaël-Helyett-Hutchinson | + 6 min 49 s    |
| 8e | Victor Van Schil    | Belgique | Mercier-BP-Hutchinson            | + 7 min 31 s    |
| 9e | Émile Daems         | Belgique | Philco                           | + 8 min 00 s    |
| 10e | Antonio Bailetti    | Italie   | Carpano                          | + 8 min 06 s    |

### Bonifications en temps
|   | Coureur          | Pays   | Équipe                           | Bonifications |
| - | ---------------- | ------ | -------------------------------- | ------------- |
| 1 | Jacques Anquetil | France | Saint-Raphaël-Helyett-Hutchinson | 1 min         |
| 2 | Ercole Baldini   | Italie | Ignis-Moschettieri               | 30 s          |

### Prix de la combativité
- Henri Anglade (Libéria-Grammont-Wolber)

## Classements à l’issue de l’étape

### Classement général
| \| Classement général \| Classement général \| Classement général \| Classement général \| Classement général \| \| Coureur \| Coureur \| Pays \| Équipe \| Temps \| \| ------------------ \| ------------------- \| ------------------ \| --------------------------------- \| ------------------ \| \| 1er \| Jacques Anquetil \| France \| Saint-Raphaël-Helyett-Hutchinson \| 101 h 13 min 08 s \| \| 2e \| Joseph Planckaert \| Belgique \| Flandria-Faema-Clément \| + 5 min 11 s \| \| 3e \| Raymond Poulidor \| France \| Mercier-BP-Hutchinson \| + 10 min 36 s \| \| 4e \| Gilbert Desmet \| Belgique \| Carpano \| + 13 min 13 s \| \| 5e \| Albertus Geldermans \| Pays-Bas \| Saint-Raphaël-Helyett-Hutchinson \| + 14 min 04 s \| \| 6e \| Tom Simpson \| Royaume-Uni \| Gitane-Leroux-Dunlop-R. Geminiani \| + 17 min 21 s \| \| 7e \| Imerio Massignan \| Italie \| Legnano \| + 18 min 02 s \| \| 8e \| Charly Gaul \| Luxembourg \| Gazzola-Fiorelli-Hutchinson \| + 18 min 02 s \| \| 9e \| Ercole Baldini \| Italie \| Ignis-Moschettieri \| + 19 min 00 s \| \| 10e \| Eddy Pauwels \| Belgique \| Wiel's-Groene Leeuw \| + 23 min 04 s \| |                     |             |                                   |                   |
| |                     |             |                                   |                   |
| |                     |             |                                   |                   |
| Classement général |                     |             |                                   |                   |
| Coureur | Coureur             | Pays        | Équipe                            | Temps             |
| 1er | Jacques Anquetil    | France      | Saint-Raphaël-Helyett-Hutchinson  | 101 h 13 min 08 s |
| 2e | Joseph Planckaert   | Belgique    | Flandria-Faema-Clément            | + 5 min 11 s      |
| 3e | Raymond Poulidor    | France      | Mercier-BP-Hutchinson             | + 10 min 36 s     |
| 4e | Gilbert Desmet      | Belgique    | Carpano                           | + 13 min 13 s     |
| 5e | Albertus Geldermans | Pays-Bas    | Saint-Raphaël-Helyett-Hutchinson  | + 14 min 04 s     |
| 6e | Tom Simpson         | Royaume-Uni | Gitane-Leroux-Dunlop-R. Geminiani | + 17 min 21 s     |
| 7e | Imerio Massignan    | Italie      | Legnano                           | + 18 min 02 s     |
| 8e | Charly Gaul         | Luxembourg  | Gazzola-Fiorelli-Hutchinson       | + 18 min 02 s     |
| 9e | Ercole Baldini      | Italie      | Ignis-Moschettieri                | + 19 min 00 s     |
| 10e | Eddy Pauwels        | Belgique    | Wiel's-Groene Leeuw               | + 23 min 04 s     |

### Classement par points
| Classement par points | Classement par points | Classement par points | Classement par points             | Classement par points |
| Coureur               | Coureur               | Pays                  | Équipe                            | Points                |
| --------------------- | --------------------- | --------------------- | --------------------------------- | --------------------- |
| 1er                   | Rudi Altig            | Allemagne             | Saint-Raphaël-Helyett-Hutchinson  | 173 pts               |
| 2e                    | Émile Daems           | Belgique              | Philco                            | 144 pts               |
| 3e                    | André Darrigade       | France                | Gitane-Leroux-Dunlop-R. Geminiani | 131 pts               |
| 4e                    | Jean Graczyk          | France                | Saint-Raphaël-Helyett-Hutchinson  | 118 pts               |
| 5e                    | Rino Benedetti        | Italie                | Ignis-Moschettieri                | 110 pts               |

### Classement de la montagne
| Classement de la montagne | Classement de la montagne | Classement de la montagne | Classement de la montagne   | Classement de la montagne |
| Coureur                   | Coureur                   | Pays                      | Équipe                      | Points                    |
| ------------------------- | ------------------------- | ------------------------- | --------------------------- | ------------------------- |
| 1er                       | Federico Bahamontes       | Espagne                   | Margnat-Paloma-D'Alessandro | 127 pts                   |
| 2e                        | Imerio Massignan          | Italie                    | Legnano                     | 70 pts                    |
| 3e                        | Charly Gaul               | Luxembourg                | Gazzola-Fiorelli-Hutchinson | 58 pts                    |
| 4e                        | Raymond Poulidor          | France                    | Mercier-BP-Hutchinson       | 55 pts                    |
| 5e                        | Joseph Planckaert         | Belgique                  | Flandria-Faema-Clément      | 36 pts                    |

### Classement par équipes
| Classement par équipes aux points | Classement par équipes aux points | Classement par équipes aux points | Classement par équipes aux points |
| Équipe                            | Équipe                            | Pays                              | Points                            |
| --------------------------------- | --------------------------------- | --------------------------------- | --------------------------------- |
| 1re                               | Saint-Raphaël-Helyett-Hutchinson  | France                            | 5 pts                             |
| 2e                                | Faema                             | Belgique                          | 3 pts                             |
| 3e                                | Mercier-BP-Hutchinson             | France                            | 3 pts                             |
| 4e                                | Wiel's-Groene Leeuw               | Belgique                          | 3 pts                             |
| 5e                                | Gitane-Leroux-Dunlop-R. Geminiani | France                            | 2 pts                             |